# Tatjana Sadowska
Tatjana Kiriłłowna Sadowska (ros. Татьяна Кирилловна Садовская; ur. 3 kwietnia 1966 w Kujbyszewie) – rosyjska florecistka reprezentująca także ZSRR i WNP, brązowa medalistka olimpijska i czterokrotna medalistka mistrzostw świata.
Na igrzyskach olimpijskich w Seulu w 1988 roku zajęła czwarte miejsce w zawodach drużynowych i piąte w indywidualnych. Brała również udział w igrzyskach olimpijskich w Barcelonie w 1992 roku, gdzie indywidualnie wywalczyła brązowy medal, plasując się za Włoszką Giovanną Trillini i Chinką Wang Huifeng. W zawodach drużynowych zajęła czwarte miejsce, po tym jak reprezentacja WNP przegrała walkę o medal z Rumunkami. 
Podczas mistrzostw świata w Denver w 1989 roku wspólnie z Olgą Wieliczko, Olgą Woszczakiną, Jeleną Griszyną i Jeleną Glikina zdobyła srebrny medal w zawodach drużynowych. Wynik ten powtórzyła na mistrzostwach świata w Lyonie w 1990 roku i rozgrywanych rok później mistrzostwach świata w Budapeszcie. W 1991 roku zdobyła również brązowy medal w zawodach indywidualnych, plasując się za Giovanną Trillini i Claudią Grigorescu z Rumunii.